# Ebri Knight
Ebri Knight és un grup de música de folk rock català format a Argentona el 2003.

## Història
En un primer moment el grup aparegué amb el nom de Nota Negra (anagrama d'Argentona) i posteriorment, després del canvi d'alguns components, la banda prengué el seu nom actual.
El nom Ebri Knight és un joc de paraules que combina la pronúncia catalanitzada d'every night («cada nit» en anglès) amb la simbologia medieval del cavaller (Knight), més el lloc on neix la música celta tradicional: les tavernes (Ebri). Inicialment, el grup buscava barrejar els sons de la música celta amb estils completament diferents i distanciats d'aquest com el rock i el punk. I des d'un començament, el grup va prendre melodies pròpies del seu poble, amb els instruments tradicionals i les veus de la música tradicional dels Països Catalans. Tot i que bona part de la seva música està composta a partir de melodies de música celta irlandesa. Ebri Knight, buscava aquest ambient festiu i alhora contundent que d'altres grups de folk punk internacionals ja havien desenvolupat com Dropkick Murphys, Flogging Molly o The Pogues.
La seva primera actuació en un escenari tingué lloc el 22 d'abril de 2005 amb un concert de presentació al Casal de Barri de les Esmandies de Mataró.
El 2012 presentaren el seu primer disc Tonades de fa temps i el distribuïren al llarg dels Països Catalans, en una gira de més de 50 concerts. Aquest primer disc ja decidiren publicar-lo lliurement a internet, oferint-lo en descàrrega lliure al seu web alhora que a plataformes de distribució musical com Bandcamp. També gravaren el seu primer videoclip del single «Després de sopar».
El 2013 seria l'any de màxima difusió, quan varen presentar el seu segon disc La palla va cara, que comptà amb les col·laboracions de Joan Vilamala dels Esquirols, del cantant d'Àlex Vendrell d'Inadaptats, i de Josep Bordes, més conegut com a Pepet i Marieta, així com de Xabi Arakama (Trikizio, Obrint Pas) i Quico el Cèlio, el Noi i el Mut de Ferreries, i de Gerard Alís a les flautes i cornamuses. Com en el cas de Tonades de fa temps, aquest disc també el posaren des del primer dia disponible per descàrrega lliure a internet a Bandcamp i d'altres plataformes de distribució musical, i un temps després es publicà també en format físic digipak. Fou en aquest any que actuaren en festivals com El Rebrot entre d'altres.
A principis de l'any 2014 varen ser guardonats amb el Premi Enderrock al millor disc de folk i noves músiques del 2013 per votació popular, i així consolidaren dues temporades amb més de 100 concerts. Van tancar la gira d'aquell any a la sala de concerts Músic Hall de Barcelona amb l'espectacle «L'última nit de sega», amb les entrades exhaurides.
El 23 de febrer de 2015 varen presentar el seu tercer disc d'estudi, titulat Foc! a través de la seva pàgina de Bandcamp.Aquell any, van passar per tota mena de festes majors i alternatives dels pobles del Principat i de festivals com l'Acampada Jove o la Flama (Sabadell), entre d'altres. També van ser nominats a 9 Premis Enderrock de la música catalana, dels quals van ser guardonats amb 2 (Millor disc de folk i millor cançó de folk per «Foc»).
L'any 2016 va començar amb una gira per tot l'Estat espanyol que van fer amb el grup de ska punk italià Talco per ciutats com Gazteiz, Valladolid, Bilbo, Múrcia, Madrid o Vigo, entre d'altres. Van tancar la gira" a la Sala Apolo de Barcelona amb l'espectacle «L'última espurna», amb les entrades exhaurides des d'un mes abans, en el que van participar molts artistes d'arreu dels Països Catalans com El Diluvi, Eina, Titot, Roba Estesa, Xavi Sarrià i Kiko Tur d'Aspencat, entre d'altres. De l'espectacle se'n va editar un llargmetratge musical amb el títol 23D. L'última espurna, dirigit pel director audiovisual Eloi Aymerich. L'any, pròpiament, el van acabar amb un concert al Festivern.
L'any 2017, van fer una gira europea per Alemanya i Suïssa amb Talco, en la qual van visitar ciutats com Hamburg, Kiel o Olten (on van assistir també, els seus fidels seguidors, els Ebri Hooligans o Ebri Hools). Seguidament, van encetar la gira de nou pels Països Catalans amb un primer concert a Palamós.
El 2 de febrer de 2018 anunciarien el seu disc Guerrilla amb una gira que els portaria a actuar a Madrid, Barcelona, Zuric, Múnic, Berlín, Stuttgart, Colònia, Hamburg, Gasteiz, Valladolid, A Coruña i Oviedo.
L'1 d'abril de 2019, van publicar l'EP de 4 cançons La voz dormida, totes relacionades amb la Guerra Civil i la postguerra. Hi van col·laborar Mafalda, Huntza i Gemma Humet i va ser produït per Mark Dasousa al seu estudi de La Marina Alta.

## Discografia

### Àlbums d'estudi
| • 'Maqueta 2.0' (2007) |
| --- |
| 1. L'esforçada vida d'una xatraca àrtica 2. Els Senyors del Blat 3. L'Ska de la cibada 4. Hills of Connemara 5. Un sol glop 6. Global Ice 7. Johnny Fiddle 8. Quan somrius |

| • 'Tonades de fa temps (2011) |
| --- |
| (Cases de la Música) 1. Després de sopar 2. La masovera 3. Tard 4. Bloody Mary 5. Johnny Fiddle 6. 5.2 7. Global Ice 8. Quan somrius 9. I'm a rover 10. Titellaires 11. Xatrac 12. The hills of Connemara 13. La puta i el ministre 14. El malfeiner 15. Un sol glop 16. Lullaby |

| • 'Del Maresme a València (2012) |
| -------------------------------- |
| 1. Del Maresme a València        |

| • 'La palla va cara (2013) |
| --- |
| (Propaganda pel Fet!) 1. Les eines (obertura) 2. Sàvia i rebel 3. Tot enrere 4. Els herois 5. A la muntanyeta 6. La pubilla 7. Bruixes 8. Només 9. Conte medieval 10. El teu nom 11. Nus fort 12. És temps de sega 13. El camí cap a la lluna |

| • 'Foc! (2015) |
| --- |
| (Maldito Records) 1. La metxa (intro) 2. Foc 3. La nostra gent 4. Nit de Santes 5. Pastora 6. La línia del front 7. Campesino 8. Nord enllà 9. Vora el foc 10. Ball d'espurnes 11. Viurem lliures 12. Per tu 13. Espigues d'or |

| • 'Guerrilla (2018) |
| --- |
| (Maldito Records) 1. Carnaval 2. Guerrilla 3. Venim 4. Rosa de foc 5. Filla 6. La nit encesa 7. Mai més 8. El nostre dia 9. Vientos del pueblo 10. Cridarem 11. Tornaria 12. Viva la quinta brigada |

| • 'La Voz Dormida (2019) |
| --- |
| (Maldito Records) 1. 1939 2. La Voz Dormida 3. Canción del Frente Unido (amb Dakidarria, Mafalda i Huntza) 4. El Partisano (amb Gemma Humet) |

| • 'Carrer (2021) |
| --- |
| (Maldito Records) 1. Pau 2. Carrer 3. Aire 4. La Fira 5. La Pacha 6. Tot el que ens queda 7. Supervivència (amb KeTeKalles) 8. Palau de vidre 9. Estima la música, odia el feixisme 10. Tornar 11. Al vostre costat |

### Àlbums en directe
| • 'Cridarem Foc! (2017) |
| --- |
| (Mesclat per Marc Bòria i Oriol Bacardit als estudis LaBedoble de Terrassa. Masteritzat per Ferran Conangla a Barcelona.) 1. Introducció (En Directe) 2. Pastora (En Directe) 3. Els Herois (En Directe) 4. Tot Enrere (En Directe) 5. La Nostra Gent (En Directe) 6. Nit de Santes (En Directe) 7. Per Tu (En Directe) 8. La Línia del Front (En Directe) 9. A la Muntanyeta (En Directe) 10. Conte Medieval (En Directe) 11. És Temps de Sega (En Directe) 12. Cridarem Foc! (En Directe) 13. Abril 74 (En Directe) 14. Campesino (En Directe) 15. La Masovera (En Directe) 16. Nus Fort (En Directe) 17. Sàvia i Rebel (En Directe) 18. Vora el Foc (En Directe) 19. El Camí Cap a la Lluna (En Directe) 20. Foc (En Directe) 21. Un Sol Glop (En Directe) 22. Viurem Lliures (En Directe) |